# Ленинск (Восточно-Казахстанская область)
Ленинск (каз. Ленинск) — село в Зыряновском районе Восточно-Казахстанской области Казахстана. Входит в состав Соловьёвского сельского округа. Код КАТО — 634855400.

## Население
В 1999 году население села составляло 177 человек (87 мужчин и 90 женщин). По данным переписи 2009 года, в селе проживало 109 человек (54 мужчины и 55 женщин).